# Lista de jogos do Luigi
Luigi é uma série de jogos de plataforma e quebra-cabeça e também um spin-off da franquia Mario, publicados e produzidos pela Nintendo. A série gira em torno de Luigi, irmão de Mario. Os jogos de Luigi foram lançados para consoles de videogame da Nintendo e portáteis, desde Game & Watch até o Nintendo Switch.

## Jogos

### SérieLuigi's Mansion
| Título                     | Data de lançamento                                                          | Detalhes |
| -------------------------- | --------------------------------------------------------------------------- | --- |
| Luigi's Mansion            | JP: 14 de setembro de 2001 AN: 18 de novembro de 2001 EU: 3 de maio de 2002 | Ano de lançamento por sistema: - 2001 - GameCube - 2018 - Nintendo 3DS                                                      |
| Luigi's Mansion            | JP: 14 de setembro de 2001 AN: 18 de novembro de 2001 EU: 3 de maio de 2002 | Notas: - Desenvolvido pela Nintendo EAD - Portado para o 3DS pela Grezzo                                                    |
| Luigi's Mansion: Dark Moon | JP: 20 de março de 2013 NA: 24 de março de 2013 EU: 28 de março de 2013     | Ano de lançamento por sistema: - 2013 - Nintendo 3DS - 2024 - Nintendo Switch                                               |
| Luigi's Mansion: Dark Moon | JP: 20 de março de 2013 NA: 24 de março de 2013 EU: 28 de março de 2013     | Notas: - Desenvolvido pela Next Level Games - Chamado de Luigi Mansion 2 no Japão e Luigi's Mansion 2 na Europa e Austrália |
| Luigi's Mansion Arcade     | JP: 18 de junho de 2015                                                     | Ano de lançamento por sistema: - 2015 - Arcade                                                                              |
| Luigi's Mansion Arcade     | JP: 18 de junho de 2015                                                     | Notas: - Desenvolvido pela Next Level Games                                                                                 |
| Luigi's Mansion 3          | 31 de outubro de 2019                                                       | Ano de lançamento por sistema: - 2019 - Nintendo Switch                                                                     |
| Luigi's Mansion 3          | 31 de outubro de 2019                                                       | Notas: - Desenvolvido pela Next Level Games                                                                                 |
| Luigi's Mansion 2 HD       | 27 de junho de 2024                                                         | Ano de lançamento por sistema: - 2024 - Nintendo Switch                                                                     |

### Outros
| Título              | Data de lançamento | Detalhes |
| ------------------- | --- | --- |
| Luigi's Hammer Toss | 1990 | Ano de lançamento por sistema: 1990 - Game & Watch |
| Luigi's Hammer Toss | 1990 | Notas: - Baseado em Super Mario Bros. 2 |
| Mario is Missing!   | AN: 1 de junho de 1992 EU: 10 de dezembro de 1992 JP: 14 de dezembro de 1992                                                                                  | Ano de lançamento por sistema: - 1992 - PC, Macintosh, SNES - 1993 - NES |
| Mario is Missing!   | AN: 1 de junho de 1992 EU: 10 de dezembro de 1992 JP: 14 de dezembro de 1992                                                                                  | Notas: - Desenvolvido por The Software Toolworks - Portado para o NES pela Radical Entertainment |
| New Super Luigi U   | DLC: JP: 19 de junho de 2013 WW: 20 de junho de 2013 Físico: JP: 13 de julho de 2013 EU: 26 de julho de 2013 AU: 27 de julho de 2013 AN: 25 de agosto de 2013 | Ano de lançamento por sistema: - 2013 - Wii U |
| New Super Luigi U   | DLC: JP: 19 de junho de 2013 WW: 20 de junho de 2013 Físico: JP: 13 de julho de 2013 EU: 26 de julho de 2013 AU: 27 de julho de 2013 AN: 25 de agosto de 2013 | Notas: - Lançado em duas versões: conteúdo para download (DLC) na Nintendo eShop para o jogo New Super Mario Bros. U - Um pacote contendo New Super Mario Bros. U e New Super Luigi U foi lançado em 16 de outubro de 2015 - Uma versão para Nintendo Switch chamada New Super Mario Bros. U Deluxe, que contém ambos os jogos, foi lançado em janeiro de 2019 |
| Dr. Luigi           | AN: 31 de dezembro de 2013 WW: 15 de janeiro de 2014 | Ano de lançamento por sistema: - 2013 - Wii U |
| Dr. Luigi           | AN: 31 de dezembro de 2013 WW: 15 de janeiro de 2014 | Notas: - Desenvolvido por Arika e Nintendo SPD |

### Mini-jogos
- Nintendo Land, de Wii U, possui um jogo chamado "Luigi's Ghost Mansion". É inspirado em Luigi's Mansion e baseado no jogo de 2003 Pac-Man Vs. "Luigi's Ghost Mansion" no qual até quatro jogadores vestidos como Luigi, Mario, Waluigi e Wario, respectivamente, que assumem os papéis de "caçãdores de fantasmas" e exploram uma casa assombrada para caçar o quinto jogador, que é o fantasma.[2]
- Em NES Remix 2, existe um jogo chamado "Super Luigi Bros.", que é uma versão espelhada e temática de Luigi de Super Mario Bros. Ele apresenta a habilidade de salto mais alta de Luigi, que não havia sido originalmente introduzida até a sequência japonesa de 1986, Super Mario Bros 2.
- Uma versão desbloqueável do jogo de arcade Mario Bros. intitulada "Luigi Bros." também foi incluída no Super Mario 3D World.